# سلیا فرانکا
سلیا فرانکا (۲۵ ژوئن ۱۹۲۱ – ۱۹ فوریه ۲۰۰۷) یکی از بنیانگذاران باله ملی کانادا (۱۹۵۱) و به مدت ۲۴ سال مدیر هنری آن بود.

## اوایل زندگی
فرانکا با نام سلیا فرانک در ایست اند لندن به دنیا آمد. وی دختر یک خیاط بود و خانواده او از مهاجران یهودی لهستانی بودند. او در چهار سالگی شروع به یادگیری رقص کرد و دانشجوی بورسیه در مدرسه موسیقی گیلدهال و آکادمی سلطنتی رقص بود. او اولین کار حرفه ای خود را در سن ۱۴ سالگی انجام داد. او در سال ۱۹۳۶ با موفقیت تست باله شرکت ماری رامبرت را پشت سرگذاشت. او به تقلید از آلیشیا مارکس که نام خود را به آلیشیا مارکووا تغییر داده بود، نامش را به فرانکا تغییر داد. او در اولین مورد از سه ازدواجش، با همکار رقصنده خود لئو کرسلی ازدواج کرد.

## حرفه

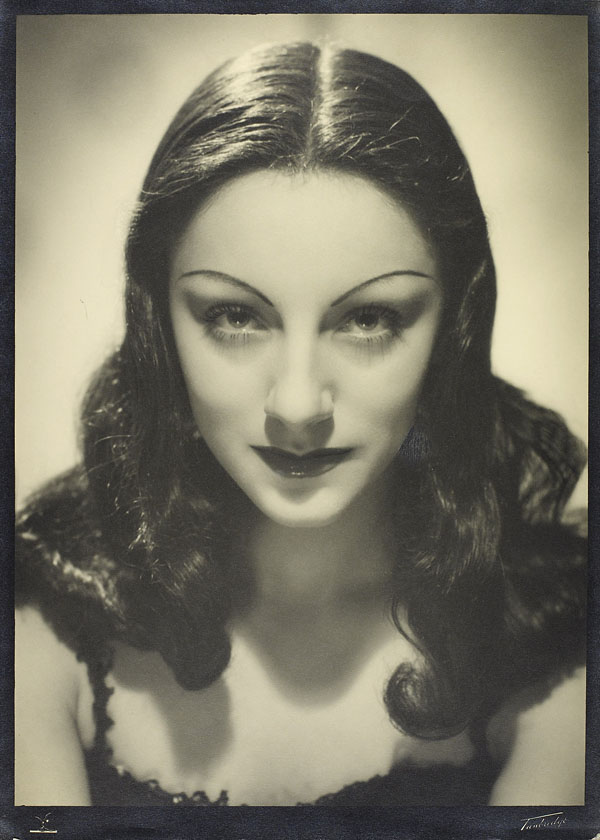
پرتره سلیا فرانکا بین ۱۹۴۳ و ۱۹۴۸

در سال ۱۹۴۱، در سن ۲۰ سالگی، او یک بالرین نمایشی در شرکت سادلر ولز بود. در سال ۱۹۴۷ او به عنوان سولیست و معشوقه باله به باله متروپولیتن پیوست. در آنجا او شروع به طراحی رقص برای تلویزیون کرد و دو باله اول - شب سنت اگنس و رقص سالومه - را به سفارش بی‌بی‌سی ساخت.
پس از تعطیلی باله متروپولیتن، فرانکا به کار تلویزیونی ادامه داد. در سال ۱۹۵۰، گروهی از باله دوستان تورنتو از فرانکا، که برای شرکت در جشنواره‌ای به کانادا آمده بود، خواستند تا یک شرکت کلاسیک کانادایی راه‌اندازی کند. او این کار را در مدت زمان بسیار کوتاه ۱۰ ماهه انجام داد. در حالی که از خود به عنوان کارمند بایگانی در فروشگاه بزرگ ایتون مشغول بکار بود، رقصندگان را استخدام و آموزش داد، کنسرت‌های Promenade را به صحنه نمایش برد و یک مدرسه تابستانی ساماندهی کرد، او کارکنان هنری را به دور هم جمع کرد و به آماده‌سازی شرکت جدید خود را برای افتتاح آن در ۱۲ نوامبر ۱۹۵۱پرداخت. او و بتی اولیفانت مدرسه ملی باله کانادا را در سال ۱۹۵۹ تأسیس کردند تا برای شرکت رقصندگان آموزش دیده آماده کنند.
در سال ۱۹۷۹ فرانکا به مریلی هودگینز و جویس شیتز، به عنوان مدیر هنری مشترک در مدرسه رقص اتاوا، که یک سازمان غیرانتفاعی برای ارائه آموزش‌های حرفه ای برای رقص بود، پیوست.
فرانکا در اتاوا زندگی می‌کرد و یکی از مدیران هنری مدرسه رقص، عضو هیئت مدیره دانشگاه یورک و هیئت مدیره شورای کانادا بود و بعداً در هیئت مدیره انجمن جشنواره رقص کانادا نیز به خدمت پرداخت.
فرانکا به همکاری خود با باله ملی ادامه داد و آثاری را برای این شرکت بازنگری کرد، از جمله آفنباخ در دنیای زیرین (۱۹۸۳) و نمایش فندق‌شکن. او برای تولید سی و پنجمین سالگرد اجرای گالا در مرکز اوکیف تورنتو، به شرکت بازگشت.
در سال ۱۹۶۷، او به عنوان افسر نشان افتخار کانادا انتخاب شد و در سال ۱۹۸۵ به درجه همراه ارتقا یافت. در سال ۱۹۹۴، فرانکا جایزه هنرهای نمایشی فرماندار جنرال را برای یک عمر دستاورد هنری دریافت کرد.
پس از یک سال گذران دوران بیماری پس از شکستن مهره‌های کمرش، او در ۱۹ فوریه ۲۰۰۷ در سن ۸۵ سالگی در بیمارستانی در اتاوا درگذشت.